# Erich Gnewuch
 Erich Otto Wilhelm Gnewuch (* 9. November 1903 in Berlin-Charlottenburg; † 20. Juli 1961 in Berlin) war ein deutscher SA-Mann und Gaswagenfahrer.

## Leben

### 1909–1933
Gnewuch war das dritte Kind von insgesamt vier Geschwistern. Die Eltern, Carl Gnewuch (1875–1946) und Bertha Gnewuch, geb. Müller (1872–1962) stammten beide aus einfachen Verhältnissen.
Erich Gnewuch besuchte von 1909 bis 1913 die Volksschule und war anschließend bis 1920 als Laufbursche tätig. Von 1920 bis 1928 übte er die Tätigkeit eines Expedienten in einer Berliner Firma aus. Gnewuch war von 1928 bis Sommer 1940 für das Bezirksamt Berlin-Charlottenburg als Kraftfahrer tätig.
1929 heiratete er zum ersten Mal, seine Frau verstarb früh. Aus dieser Ehe ging ein Sohn hervor.

### 1933–1945
Gnewuch trat zum 1. Mai 1933 in die NSDAP ein (Mitgliedsnummer 2.826.263).
Am 15. Juni 1933 wurde er Mitglied in der SA, Ortsgruppe Wilhelmplatz, Staffel 16. Dort gab er seinen NSDAP-Eintritt mit dem Datum 3. März 1933 an. Als Adresse wurde die Wohnung seiner Eltern in Alt-Lietzow, in der Lützowerstr. 8 a, in Charlottenburg aufgeführt. Seine Berufsbezeichnung war Kraftfahrer mit der Führerscheinklasse II/IIIb. Er erlangte den Rang eines SA-Scharführers.  In der Berliner Tagespresse wurde Gnewuch, 2 Tage nach seinem Selbstmord, als SS-Mann bezeichnet.
Am 1. Juli 1939 wurden von ihm auf dem Parteistatistischen Erhebungsbogen der NSDAP folgende Mitgliedschaften angegeben: NSKK-Nationalsozialistischer Kraftfahrerkorps (mit dem Vermerk „darin führend tätig“), Deutsche Arbeitsfront und NS-Volkswohlfahrt. Außerdem besaß er das SA-Sportabzeichen, welches als Wehrsportzeichen einen vormilitärischen Ausbildungscharakter besaß und u. a. 50 Meter Kleinkaliberschießen beinhaltete.
Anfang 1936 zog Erich Gnewuch mit seiner Familie in die Rosinenstraße 10 (später Gatschkestr. 22), nähe Alt-Lietzow in Charlottenburg. Mitte 1937–1947 erfolgte durch die Nationalsozialisten die Umbenennung der Rosinenstraße in Gatschkestraße nach dem Nationalsozialisten Herbert Gatschke (1908–1932). Sie heißt heute Loschmidtstraße.
In unmittelbarer Nachbarschaft zum Wohnhaus der Familie Gnewuch befand sich in der Rosinenstr. 3 das ehemalige „Volkshaus“, das den Sozialdemokraten, der Gewerkschaft, der Konsumgenossenschaft und der Ortskrankenkasse als Arbeits- und Versammlungshaus diente. Der SA-Sturm 33 hatte es besetzt und in ein wildes KZ umgewandelt, in dem politische Gegner inhaftiert und gefoltert wurden. Eine Mitgliedschaft im SA-Sturm 33 Erich Gnewuchs wäre auf Grund der räumlichen Nähe durchaus denkbar.
Ab Sommer 1940 wurde er als Kraftfahrer zur Sicherheitspolizei nach Mülhausen/Mulhouse im Elsass notdienstverpflichtet. Im Herbst 1941 musst er sich als Kraftfahrer beim Reichssicherheitshauptamt, Dienststelle II D 3a, in Berlin melden. Dort erhielt er seine Kommandierung zur Sipo nach Minsk/Weißrussland, Einsatzgruppe B, welche ab 6. Juli 1941 in Minsk war.
Am 13. Dezember 1941 bekam Erich Gnewuch vom RSHA eine P.P.K. Pistole 7,65 mm mit der Fabriknummer 301 306 k, inkl. Zubehör, ausgehändigt und wurde mit der Amtsbezeichnung „Kriminal Angestellter“ geführt. Noch vor Weihnachten 1941 wurden von Gnewuch und einem Kollegen, nach einer technischen Einweisung, zwei Gaswagen der ersten Serie, des kleineren Typs Diamond, nach Riga gebracht. Von dort ging es weiter nach Minsk, wo sie spätestens im Juni 1942 eintrafen und sich bei dem Fahrdienstleiter meldeten.
Bereits ab Juli 1941 existierte in Minsk das Jüdische Ghetto, welches am 21. Oktober 1943 vollständig liquidiert wurde. Ab November 1941 trafen in Minsk Deportationszüge mit Juden aus Berlin, anderen deutschen Städten, aus Wien und aus Theresienstadt ein. Wie oft genau Erich Gnewuch mit dem Gaswagen Menschen in Minsk aus dem Ghetto oder vom Gefängnis abholte, und dadurch zum tausendfachen Mörder wurde, oder aber Juden mit dem Gaswagen oder dem LKW von den ankommenden Deportationszügen zur Exekutionsstelle, nahe dem Vernichtungslager Maly Trostinez brachte, kann nachträglich nicht recherchiert werden. Auch wurde Erich Gnewuch vorgeworfen 100 Juden vergast zu haben, die bei Enterdungsarbeiten eingesetzt worden waren.
Die Befehle für die Gaswageneinsätze erteilte, laut Erich Gnewuch, SS-Hauptsturmführer Wilhelm Madeker, Kommandeur der Sipo und des SD - Sicherheitsdienstes in Minsk.
Erich Gnewuch wurde auch als Pkw-Chauffeur für die Kripo eingesetzt. Chauffeurdienste durch Gnewuch für Heinrich Himmler, vermutlich bei dessen Besuch in Minsk im August 1941, sind denkbar.
Nach dem 21. Oktober 1943 hatte Erich Gnewuch Urlaub beantragt und war im November 1943 wieder in Berlin. Während dieser Zeit wurde sein Wohnhaus in der Gatschkestr. 22 vollständig zerstört. Um für sich und seine Familie eine neue Bleibe suchen zu können, bat er beim RSHA um Aufhebung seiner Kommandierung nach Minsk. Seiner Bitte wurde stattgegeben und er zog anfangs zu seinem älteren Bruder in die Alte Schützenstr. 10 später in die Alte Schützenstr. 5 – nördlich vom Alexander Platz. Er war während des Krieges weiter für das RSHA in Berlin als Kraftfahrer tätig.

### 1945–1961
Am 27. August 1945 wurde Erich Gnewuch zum Verhör in die russische Kommandantur, ins Neue Stadthaus, in die Parochialstraße, Berlin-Mitte, bestellt. Es erfolgte die Festnahme durch den Sowjetischen Geheimdienst NKWD, nach eigener Aussage Gnewuchs „wegen meiner Zugehörigkeit zur Sicherheitspolizei (Sipo) und zum NSKK“. Laut Aussage der „Gedenkstätte Sachsenhausen“ wurden ihm seine NSDAP-Blockwart-Tätigkeit und seine Position als SA-Scharführer angelastet.
Zunächst kam Gnewuch ins sowjetische Speziallager Nr. 3 Berlin-Hohenschönhausen. Am 6. September 1945 wurde er ins sowjetische Speziallager Nr. 7/1, in Oranienburg-Sachsenhausen gebracht. Am 20. Juli 1948 erfolgte von dort die Entlassung, im Rahmen einer größeren Entlassungsaktion, die im Zusammenhang mit dem offiziellen Ende der Entnazifizierung in der Sowjetischen Besatzungszone Deutschlands (SBZ) stand. Erich Gnewuch verweigerte anschließend konsequent die Auskunft über Aufenthaltsort und Gründe seiner Inhaftierung und zog wieder in die Alte Schützenstraße 5.
Erich Gnewuch heiratete nach dem Tod seiner ersten Frau, noch im gleichen Jahr ein zweites Mal. Diese Ehe blieb kinderlos.
1951 siedelte er nach West-Berlin über und fand erneut Beschäftigung beim Bezirksamt Berlin-Charlottenburg als Hausmeister an einer Berufsschule. Er ließ sich mit seiner neuen Frau in Westend, Lykallee 33, nieder, wo er im Souterrain einer herrschaftlichen Villa lebte und dort ebenfalls als Hausmeister und Gärtner tätig war.
Am 19. Juli 1961 erfolgte die Verhaftung Erich Gnewuchs. Er wurde im Auftrag der Staatsanwaltschaft Koblenz als Beschuldigter im Verfahren gegen Angehörige der KdS-Kommandantur der Sicherheitspolizei - Dienststelle Minsk in Berlin vernommen und anschließend in Untersuchungshaft genommen. Am 20. Juli 1961 wurde Erich Gnewuch tot in seiner Zelle der JVA-Moabit aufgefunden. Man hatte ihn am 19. Juli 1961, gegen 19 Uhr das letzte Mal lebend gesehen. Er hatte sich durch Erhängen mit dem Bettlaken das Leben genommen. Erich Gnewuch hätte am 20. Juli 1961 dem Haftrichter beim Amtsgericht-Tiergarten zur Eröffnung des Haftbefehls wegen Mordes vorgeführt werden sollen.